# 馬布爾 (阿肯色州)
馬布爾（英語：Marble）是位於美國阿肯色州麥迪遜縣的一個非建制地區。該地的面積和人口皆未知。

## 地理
馬布爾的座標為36°08′23″N 93°35′15″W / 36.13972°N 93.58750°W，而該地的平均海拔高度為410米（即1345英尺）。